# République de Fredonia
 (février 2025).
Si vous disposez d'ouvrages ou d'articles de référence ou si vous connaissez des sites web de qualité traitant du thème abordé ici, merci de compléter l'article en donnant les références utiles à sa vérifiabilité et en les liant à la section « Notes et références ».

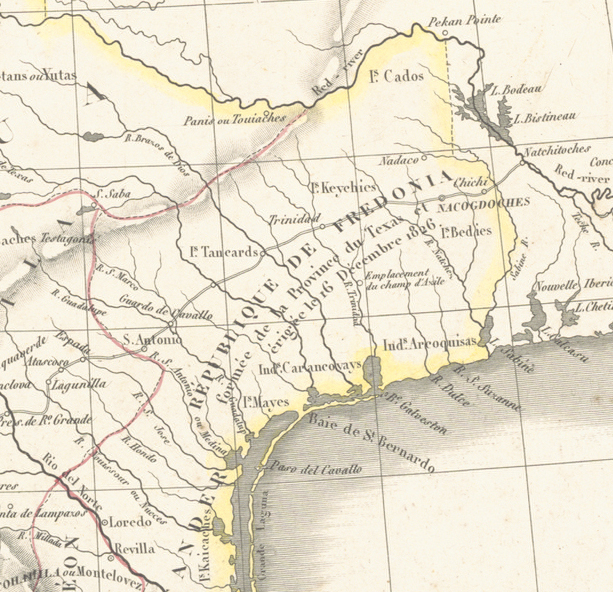
Carte de la république de Fredonia, 1835.

La république de Fredonia (ou rébellion de Fredonia), du 21 décembre 1826 au 31 janvier 1827 était la première tentative de colons américains au Texas sous domination mexicaine de faire sécession. Les colons, menés par Haden Edwards, un empresario (agent d'immigration), déclarèrent l'indépendance du Texas mexicain et créèrent la république de Fredonia près de Nacogdoches. L'éphémère république englobait des terres que le gouvernement mexicain avait accordé à Edwards en 1825 et des zones précédemment colonisés. Les agissements d'Edwards étaient la cause d'hostilités croissantes entre les résidents établis et les nouveaux colons recrutés par Edwards, incitant le gouvernement mexicain à révoquer son contrat. En novembre 1826, un groupe de partisans d'Edwards prit le contrôle de la région, en arrêtant et destituant plusieurs officiers municipaux affiliés aux résidents locaux. Un mois plus tard, les partisans d'Edwards déclarent leur indépendance.
Bien que la tribu d'Amérindiens Cherokees voisine signa un traité avec la nouvelle république, les autorités mexicaines et l'empresario respecté Stephen Austin convainquirent les chefs tribaux de rejeter la rébellion. Le 31 janvier 1827, une force de 100 soldats mexicains et 250 miliciens de la colonie d'Austin, marchèrent sur Nacogdoches pour restaurer l'ordre. De nombreux participants à la rébellion dont Edwards fuirent pour les États-Unis. Un commerçant local fut arrêté et condamné à mort mais plus tard gracié.
La rébellion incita le président mexicain Guadalupe Victoria à renforcer la présence militaire dans la région. En conséquence, plusieurs tribus amérindiennes hostiles arrêtèrent leurs raids sur les colonies et acceptèrent de signer des traités de paix. Les Comanches respectèrent ces traités pendant de nombreuses années. Craignant que les États-Unis espèrent contrôler le Texas grâce à une rébellion, le gouvernement mexicain réduisit considérablement l'immigration au Texas. La nouvelle loi sur l'immigration fut âprement contestée par les représentants des colons. Elle causa une contestation croissante du gouvernement mexicain. Certains historiens considèrent que, bien que précoce, la république de Fredonia a jeté, avec neuf ans d'avance, les bases de la future révolution texane en 1835.

## Contexte
Après avoir conquis leur indépendance de l'Espagne en 1821, les provinces composant le Mexique décident de s'unir. Parmi elles, le Texas mexicain devient une région de l'Etat de Coahuila y Tejas. Celui-ci est divisé en départements, dont celui de Béxar, qui inclut l'ensemble de l'actuel Texas. Il est lui-même divisé en municipalités, chacune gouvernée par un alcalde, l'équivalent du maire. Une large partie du Texas oriental est regroupé au sein de la municipalité de Nacogdoches, majoritairement peuplée d'hispanophones mais connaissant un afflux de plus en plus important d'anglophones, qui s'y sont installés à l'occasion de la guerre d'indépendance mexicaine. Souvent arrivés illégalement, ils appartiennent parfois à des milices et tentent de se rendre indépendants du Mexique.
En 1824, le jeune gouvernement mexicain tente d'accroître son autorité dans une région peu peuplée, en favorisant l'établissement de nouveaux colons, au travers de la loi de colonisation générale. Chaque Etat fédéré est alors libre d'organiser son immigration. Après quelques débats, celui de Coahuila y Tejas met en place un système dans lequel des terres sont octroyées aux empresarios, chargés ensuite d'y installer des colons pour les exploiter. Ainsi, à chaque fois que l'un d'eux favorise l'arrivée de cent familles, il reçoit 23 000 hectares de terres à cultiver. Rapidement, les empresarios se constituent en groupe de pression avec des personnalités comme Haden Edwards, connu pour son agressivité. En dépit de ses manières, il obtient un contrat de colonisation particulièrement intéressant qui l'autorise à installer 800 familles dans l'est du Texas. Le contrat stipule aussi que Edwards doit reconnaître tous les titres de propriété préexistants dans la région, lever une milice pour assurer la protection des colons et autoriser le commissaire gouvernemental à certifier tous les droits de propriété.
Le territoire d'Edwards comprend les terres allant du fleuve Navasota jusqu'à près de cent kilomètres à l'ouest de la Sabine et d'une centaine de kilomètres au nord du golfe du Mexique jusqu'à une soixantaine de kilomètres au nord de Nacogdoches. A l'ouest et au nord, les terres sont occupées par des Amérindiens, récemment expulsés des Etats-Unis. La frontière sud la sépare d'une colonie supervisée par Stephen Austin, le fils du premier empresario du Texas. Enfin, à l'est, se situe la Zone neutre entre la rivière Sabine et la rivière Calcasieu, disputée entre le Mexique et les Etats-Unis. Bientôt, des conflits d'autorité apparaissent entre Edwards et la municipalité de Nagogdoches, tandis que l'essentiel des colons s'installe au-delà de la frontière orientale de la colonie d'Edwards.

## Prélude
Edwards arrive à Nacogdoches en août 1825. Croyant à tort qu'il a le pouvoir de déterminer la validité des titres de propriété existants, Edwards demande la preuve écrite des droits de propriété. À défaut, la terre serait vendue aux enchères. Par ailleurs, il n'hésite pas à s'en prendre surtout aux propriétaires les plus pauvres. En les chassant, il peut donner leurs terres à des individus plus riches, souvent venus des Etats-Unis.
Dans l'ensemble, très peu de résidents anglophones ont un titre de propriété valable. La plupart relève de la catégorie dite des flibustiers, arrivés au Mexique en étant parfois trompés par des spéculateurs fonciers peu scrupuleux. En revanche, les Hispanophones jouissent souvent de propriétés déjà anciennes mais ils sont incapables d'en produire la preuve écrite. Pour éviter tout contentieux, les autorités municipales se mettent à régulariser les occupations de longue date, alors même que cette tâche relève du commissaire gouvernemental. Edwards en profite pour les accuser de produire de faux titres, contribuant à susciter un climat de plus en plus tendu.
Vers décembre 1825, Edwards recrute cinquante familles qui quittent les Etats-Unis. Il organise ensuite une milice texane ouverte aux colons et aux habitants déjà présents. Cependant, les premiers membres élisent comme capitaine Sepulveda, le clerc de la municipalité de Nacogdoches. Edwards réagit en annulant l'élection et en se proclamant lui-même chef de la milice. Bientôt, il va plus loin et décide d'appeler à élire un nouvel alcalde. Deux hommes se présentent, dont le beau-fils d'Edwards, Chichester Chaplin, vu comme le représentant des nouveaux colons et Samuel Norris, un Américain marié à une native de la région, proche des propriétaires terriens établis. Après la victoire de Chaplin, de nombreux résidents dénoncent une fraude et en appellent à Juan Antonio Saucedo, le chef du département de Béxar. En mars, il annule l'élection et proclame Norris vainqueur, ce que refuse Edwards.
Peu après la décision de Saucedo, Edwards recrute d'autres colons américains et quitte d'ailleurs le Texas pour susciter des vocations, laissant son jeune frère, Benjamin, agir en son nom. Bientôt, Benjamin est dépassé par les événements. Un groupe de miliciens issus des résidents originaires de la région se met à harceler les nouveaux venus. Face à ces tensions, les autorités mexicaines mettent fin à la concession de terres octroyée à Edwards et intiment à celui-ci et à son frère de quitter le pays. Le gouvernement s'inquiète alors probablement des raisons pour lesquelles Edwards s'est rendu aux Etats-Unis, possiblement pour y recruter des soldats plus que des colons. Edwards refuse d'obtempérer et d'abandonner des terres dans lesquelles il a investi pour 50 000 dollars (équivalant à plus d'un million de dollars en 2022). Il rejoint son frère à Nacogdoches à la fin du mois d'octobre 1826 et décide de poursuivre ses affaires en dépit de la décision gouvernementale.

## Conflit
En octobre, Norris décrète que Edwards s'est illégalement emparé de terres précédemment occupées. Il en chasse les nouveaux occupants, provoquant la colère des colons. Plus tard dans le mois, un autre immigrant tout juste arrivé est arrêté et expulsé après avoir refusé de payer la licence due pour faire du commerce avec les Amérindiens. Le 22 novembre, le colonel de la milice locale, Martin Parmer et trente-neuf colons entrent dans Nacogdoches et s'emparent de Norris, Sepulveda ainsi que du commandant de la petite garnison mexicaine. Ils sont inculpé d'oppression et de corruption. Haden Edwards est aussi arrêté pour avoir violé l'ordre d'expulsion mais il est très vite libéré, peut-être dans le cadre d'un plan visant à dissimuler sa véritable implication. Un tribunal improvisé est hâtivement constitué et déclare coupables les trois hommes, qui sont démis de leur fonction et bannis de toute fonction publique. Après avoir nommé un nouvel alcalde par intérim, la court se dissout. Les événements favorisent grandement Parmer qui venait de tuer un homme lors d'une dispute quelques semaines plus tard et dont l'ordre d'arrestation est annulé.
Tout au long de l'automne, Benjamin Edwards essaie de gagner le soutien des colons pour mener une potentielle révolte contre le gouvernement mexicain. Néanmoins, il rencontre peu de succès et se tourne vers les Cherokees. Plusieurs années plus tôt, ils ont essayé d'obtenir gain de cause pour les terres qu'ils occupent au nord-est du Texas. S'ils se sont vus promettre une reconnaissance de leur droit de propriété, le gouvernement mexicain n'a jamais été au-delà de la promesse. Or, Benjamin Edwards leur offre la propriété de toutes les terres au nord de Nacogdoches, en échange de leur soutien armé.  
Le 16 décembre, les frères Edwards envahissent Nacogdoches avec seulement trente colons et s'emparent du Old Stone Fort. Le 21 décembre, ils font de l'ancienne colonie d'Edwards une république, nommée Fredonia. Dans les heures qui suivent, ils signent un traité de paix avec les Cherokees, représentés par Richard Fields et John Dunn Hunter. Ceux-ci affirment représenter vingt-trois autres tribus et promettent la mobilisation de quatre cents guerriers. Un drapeau matérialisant cette alliance, composé d'une bande rouge et d'une bande blanche, est hissé en haut du fort, avec la devise « indépendance, liberté et justice ». Haden Edwards envoie aussi des émissaires en Louisiane pour demande l'aide américaine mais les Etats-Unis restent en retrait. Un autre messager invite Stephen Austin et ses colons à rejoindre la rébellion, sans succès.
Beaucoup des colons anglo-saxons, loyaux envers leur pays d'adoption, ne sont pas favorables à la révolte d'Edwards. Ils craignent aussi les effets de l'alliance avec les Cherokees, au moins autant que le gouvernement mexicain. Tant Peter Ellis Bean, le commissaire gouvernemental aux affaires indiennes que Saucedo négocient avec Richard Fields. Ils expliquent aux Cherokees que leur tribu n'a pas suivi la procédure prévue pour obtenir le titre de propriété souhaité. Or, le gouvernement mexicain se tient à leur entière disposition pour honorer l'engagement passé. De ce fait, les Cherokees, qui soupçonnent le risque d'une intervention militaire mexicaine, se détournent de l'alliance avec Edwards.
A l'annonce de l'arrestation de l’alcalde, le gouvernement mexicain se prépare à des représailles. Le 11 décembre, le lieutenant-colonel Mateo Ahumada, le chef militaire pour le Texas, marche depuis San Antonio de Béxar avec 110 fantassins. Il s'arrête d'abord dans la colonie d'Austin pour s'en assurer la loyauté. Le 1er janvier, Austin annonce aux colons que des fous ont déclaré leur indépendance à Nacogdoches. La plupart décide de se joindre aux forces gouvernementales pour réprimer cette sécession et quand l'armée mexicaine reprend sa marche, elle est assistée de 250 miliciens texans. 
Mais d'autres partisans du gouvernement sont plus pressés. Norris parvient à rassembler 80 hommes pour reprendre le Old Stone Fort. Si les défenseurs, menés par Parmer, ne sont qu'une vingtaine, ils infligent une déroute aux hommes de Norris en quelques minutes. Le 31 janvier, Bean et 70 hommes de la milice d'Austin s'approchent de Nacogdoches. Dans le même temps, Parmer et Edwards apprennent la défection des Cherokees et Edwards préfère s'enfuir avec ses partisans. Bean tente de le poursuivre jusqu'à la Sabine mais Edwards, son frère et leurs compagnons réussissent à trouver refuge aux Etats-Unis. Quant à Ahumada, il entre dans Nacogdoches le 8 février.
Si l'ordre est rapidement restauré, les Mexicains questionnent la loyauté des Cherokees. Ces derniers décident d'ordonner l'exécution de Fields et Hunter pour démontrer leur bonne foi, en les accusant d'aide à l'ennemi. Si les deux hommes s'enfuient, ils sont rapidement rattrapés et mis à mort. Quand les autorités mexicaines l'apprennent, ils ne manquent pas de féliciter les Cherokees pour cette décision. Anastasio Bustamante, le gouverneur des provinces orientales, offre une amnistie générale aux participants à la rébellion, à l'exception des frères Edwards, de Parmer et d'Adolphus Sterne, un marchand local qui a fourni une aide importante aux forces rebelles. Si Parmer est parvenu à rejoindre la Louisiane, Sterne est condamné à mort mais est gracié contre la promesse de ne plus jamais s'opposer au Mexique d'une quelconque façon.

## Conséquences
Cette rébellion a modifié l'équilibre des relations entre les Mexicains et les tribus locales. Si les Cherokees se sont détournés des frères Edwards, leur soutien initial n'est pas oublié. En outre, les Comanches alliés aux Tawakonis et aux Wacos ont multiplié les raids contre les habitants dans les années précédentes. Craignant qu'ils ne puissent soutenir des rébellions à venir, Bustamante décide de contre-attaquer et prépare des actions contre les tribus hostiles de l'est du Texas. En avril 1827, les Tawakonis et les Wacos demandent la paix et un traité est signé en juin avec les autorités mexicaines. Toutefois, dès la fin de l'année, quand les soldats mexicains quittent le Texas, les raids reprennent. En revanche, les Comanches préfèrent rester aux côtés du Mexique, qu'ils aident souvent pour combattre les autres tribus.
L'échec de la rébellion a aussi des conséquences sur les relations américano-mexicaines. Le Mexique s'inquiète des visées de Washington sur le Texas, région isolée et peu peuplée. Pour certains, Edwards pourrait être un agent de l'influence américaine. En réaction, la garnison de Nacogdoches est renforcée, dirigée par le colonel José de la Piedras. En parallèle, le général Manuel de Mier y Teràn mène une expédition pour inspecter les localités texanes et recommander des orientations pour la suite de la politique texane du Mexique. Il est notamment à l'origine des dispositions de la loi sur l'immigration du 6 avril 1830, qui réduit fortement l'accueil de nouvelles populations dans la région. Cette législation, dénoncée tant par les colons récemment arrivés que par les Texans hispanophones, accroît rapidement les tensions entre les locaux et le gouvernement central.
Pour certains historiens, l'épisode de la république de Fredonia n'est qu'une première étape sur le chemin de la révolution texane. Intervenue trop tôt pour être victorieuse, elle sème les germes de la réussite future. Déjà, Nacogdoches s'affirme comme une localité centrale pour tout processus politique dans la région.

## Sources
- (en) William C. Davis, Lone Star Rising. College Station, TX: Texas A&M University Press, 2006 (ISBN 978-1-58544-532-5)
- (en) Joe Ericson, The Nacogdoches story: an informal history, Heritage Books, 2000 (ISBN 978-0-7884-1657-6)
- (en) Dianna Everett, The Texas Cherokees: A People between Two Fires, 1819–1840. Civilization of the American Indian Series, v. 203, Norman, OK: University of Oklahoma Press, 1995 (ISBN 978-0-585-16884-5)